# Línea 1 (Metroplús)
La Línea 1 de Metroplús es una línea de autobús de tránsito rápido, concebida como sistema de transporte masivo de mediana capacidad e inaugurada el 22 de diciembre de 2011. Su trazado atraviesa el municipio de Medellín en sentido suroccidente–nororiente y viceversa, con una longitud total de 12,5 km, en su totalidad a nivel.
La línea cuenta con una capacidad máxima de 3 018 pasajeros por hora en cada sentido, una flota compuesta por 31 autobuses articulados y 47 autobuses padrones, un tiempo promedio de recorrido de 45 minutos, una frecuencia mínima de 2 minutos y 55 segundos, y una velocidad comercial de 16 km/h.
Dispone de veintiún estaciones, todas a nivel, de las cuales tres permiten integración con otras líneas del sistema. Comparte dieciséis estaciones con la línea 2 de Metroplús. Atiende directamente a tres comunas: Belén, con ocho estaciones; La Candelaria, con seis estaciones; y Aranjuez, también con seis estaciones.

## Historia

### Planeación
Las obras de la troncal línea 1 (Universidad de Medellín–Parque de Aranjuez) comenzaron entre 2006 y 2008, con una inversión estructurada en documentos CONPES como el 3307 (2004), 3349 (2005) y 3452 (2006), que definieron la construcción del corredor exclusivo de aproximadamente 12,5 km, cerca de 20‑21 estaciones y conexiones con el metro en estaciones clave como Industriales, Cisneros y Hospital.
Durante la fase de planeación también se identificaron corredores viales prioritarios, como la avenida Ferrocarril y la calle 30, considerados ejes estructurantes del sistema Metroplús. Estos corredores fueron implementados operativamente como pretroncales desde 2008 en adelante, entre la Universidad de Medellín y el Parque de Aranjuez, atendiendo criterios de integración con el Sistema Integrado de Transporte del Valle de Aburrá —SITVA—, accesibilidad, frecuencia prevista y reducción del impacto ambiental.

### Construcción
Las obras de la troncal línea 1 (Universidad de Medellín–Parque de Aranjuez) comenzaron entre 2006 y 2008, con una inversión estructurada según los documentos CONPES 3307, 3349 y 3573.
Se adecuaron carriles exclusivos, deprimidos y pasos vehiculares para garantizar la continuidad del servicio sin interferencias viales. Se incorporaron tecnologías de control de flota, monitoreo en tiempo real y flota de autobuses articulados y padrones a gas natural vehicular.

### Inauguración
La troncal línea 1 fue inaugurada el 22 de diciembre de 2011 y entró en operación comercial con frecuencia competitiva e integración tarifaria con el tren metropolitano y otros modos del SITVA. La operación estuvo a cargo de Empresa de Transporte Masivo del Valle de Aburrá Limitada – Metro de Medellín Limitada –ETMVA–desde el inicio.
A partir de 2019 comenzó la construcción de la pretroncal línea 2, enfocada en el corredor de la avenida Oriental. Aunque esta progresivamente se integró con línea 1, su desarrollo histórico marcó una nueva etapa del SITVA centrada en el centro de Medellín.
Las obras de la avenida Oriental iniciaron oficialmente el 2 de septiembre de 2019, con contrato por COP $30 000 millones para cinco ecoestaciones y carril exclusivo. La ejecución sufrió demoras por ajustes de diseño, problemas del contratista y la pandemia de COVID‑19.
La iniciativa se culminó oficialmente en julio de 2021, cuando se activaron las cinco estaciones y el corredor de 4,1 km, consolidándose como parte de la pretroncal línea 2 y mejorando la integración multimodal del SITVA en el centro urbano.

## Características técnicas

### Corredor y estaciones
La línea 1 de Metroplús opera sobre un corredor troncal segregado del tráfico vehicular que tiene una longitud aproximada de 12,5 km (otras fuentes lo registran como 13,6 km) y conecta la Universidad de Medellín con el Parque de Aranjuez. Cuenta con 21 estaciones, ubicadas en promedio cada 500 m o 600 m, todas diseñadas con acceso nivelado y plataformas accesibles para personas con movilidad reducida.

### Infraestructura vial y señalización
El trazado cuenta con carriles exclusivos para buses separados físicamente del tráfico general por barreras y separadores. Una tesis de 2022 identificó que en el corredor de la calle 30 se concentra más del 50 % de los incidentes de todo el sistema, debido a deficiencias en señalización, visibilidad o segregación del flujo peatonal.
El pavimento fue construido mayoritariamente en concreto rígido para soportar el peso de los vehículos articulados, lo que ha sido vinculado a menor frecuencia de rehabilitaciones comparado con pavimentos bituminosos.

### Flota y operación
La línea 1 opera con una flota principal compuesta por 31 buses articulados, 30 de gas natural y 1 eléctrico; y 59 buses tipo padrón, 47 a gas y 12 eléctricos. En hora pico, el sistema transporta cerca de 3 270 personas por hora y sentido, con una velocidad comercial promedio de 16 km/h y una velocidad máxima de 60 km/h.
Cada bus articulado tiene una longitud cercana a los 18 m, un ancho de 2,55 m y una capacidad aproximada de 154 pasajeros, 38 sentados y 116 de pie. Están dotados de motores de 320 hp diseñados para afrontar la topografía del corredor, dirección asistida y acceso por el lado izquierdo, con puertas de emergencia al lado derecho alineadas con el diseño de las estaciones.
Cada articulado de gas cuenta con un sistema telemático integral que permite el monitoreo en tiempo real de variables como velocidad, ubicación, ocupación, temperatura del motor y frenado, y reporta emergencias durante el servicio.
Desde 2018, el sistema opera un bus articulado 100 % eléctrico —modelo BYD KF1— como prueba piloto. Este vehículo tiene una longitud de 18 m, capacidad para hasta 160 pasajeros –33 sentados–, peso aproximado de 20 toneladas y una batería con autonomía de 280 km, que se recarga completamente en un lapso de tres a cuatro horas.

### Sistemas de control y prioridad semafórica
La operación se supervisa desde un centro de control centralizado que coordina flota y estaciones. En varias intersecciones se activan fases semafóricas preferenciales para buses, aunque el alcance varía según ubicación.

### Recaudo e integración tarifaria
El sistema utiliza exclusivamente la tarjeta Cívica con lectores sin contacto en estaciones y unidades. Esta tarjeta permite integración tarifaria con otros modos del SITVA —Metro, Tranvía, alimentadores— sin cobro adicional dentro de los límites tarifarios.

### Horarios, frecuencias y tiempos de viaje
El servicio inicia cerca de las 04:20 a.m. hacia Universidad de Medellín y a las 04:55 a.m. hacia Parque de Aranjuez, finalizando entre las 10:40 p.m. y 11:45 p.m., según sentido. En hora pico la frecuencia puede llegar a ser de 2 minutos y 45 segundos.

### Gestión del riesgo operacional
Un estudio de riesgo operativo de 2016 identificó debilidades en la gestión del sistema, incluyendo fallas en mantenimiento preventivo, capacitación de operadores y coordinación interinstitucional, lo que podría comprometer la operatividad y confiabilidad del servicio.

### Seguridad vial en el corredor
Se evidenció que en el tramo de la calle 30 se concentra más del 50 % de la incidentalidad vial asociada al Metroplús. Las causas incluyen falta de barreras peatonales, señalización deficiente y problemas de visibilidad en las intersecciones.

## Infraestructura
La infraestructura de la Línea 1 de Metroplús incluye los elementos físicos necesarios para su funcionamiento, tales como estaciones, corredores exclusivos para los autobuses, señalización y sistemas de control y seguridad. Estos componentes permiten la operación del servicio y su integración con otros modos del Sistema Integrado de Transporte del Valle de Aburrá —SITVA—.

### Recorrido
A continuación se muestra un mapa interactivo con la línea 1 de Metroplús y sus estaciones:
La Línea 1 del sistema Metroplús inicia en el suroccidente de Medellín, en inmediaciones de la Universidad de Medellín, y avanza en sentido oriente por la calle 30, atravesando sectores de la comuna de Belén. A lo largo de este tramo, la vía exclusiva para el Metroplús discurre a nivel, con estaciones distribuidas estratégicamente para facilitar el acceso a zonas residenciales y comerciales.
Al llegar a la intersección con la avenida Guayabal, la vía exclusiva desciende mediante un paso deprimido que permite el ingreso a la estación Industriales, punto donde se conecta con la línea A del metro, facilitando la integración modal.
Posteriormente, la vía se eleva sobre un puente que enlaza con la avenida Ferrocarril, ingresando a la comuna de La Candelaria y acercándose al centro de la ciudad. En esta avenida se encuentran varias estaciones, incluyendo la estación Cisneros, que ofrece conexión con la línea B del metro.
Luego de bordear el barrio Chagualo, la línea se desvía hacia la calle Barranquilla, desde donde continúa hasta la estación Hospital, que conecta con la línea A.
Desde allí, la Línea 1 se integra con la línea 2 en la estación Palos Verdes, para luego avanzar hacia el norte por la carrera 45, pasando por estaciones como Berlín. Finalmente, la línea gira hacia el oriente por la calle 93, culminando en la estación terminal Parque de Aranjuez.

### Estaciones
Las estaciones de la Línea 1 de Metroplús cuentan con andenes amplios y techados, diseñados para proteger a los usuarios de las condiciones climáticas y facilitar el tránsito de personas. Están equipadas con sistemas de iluminación y señalización que contribuyen a la seguridad y orientación de los pasajeros. La arquitectura de las estaciones busca integrarse con el entorno urbano y permitir conexiones con otros modos del Sistema Integrado de Transporte del Valle de Aburrá —SITVA—, en particular con el Metro de Medellín y la Línea 2 de Metroplús.
Las estaciones están diseñadas para facilitar el acceso de personas con movilidad reducida. Según la configuración de cada estación, cuentan con rampas, ascensores, escaleras eléctricas y plataformas que permiten el acceso a los andenes. También se incorporan sistemas de señalización táctil y auditiva para personas con discapacidad visual, y se hacen ajustes en el mobiliario para permitir la circulación de usuarios en sillas de ruedas o con cochecitos.
A continuación se presenta la lista de estaciones de la Línea 1 de Metroplús, ordenadas de suroccidente a nororiente. La tabla incluye la ubicación física de cada estación, las conexiones disponibles con otros modos de transporte dentro del SITVA y el estado actual de operación de cada una.
| Estación                        | Dirección                        | Conexión | Estado            |
| ------------------------------- | -------------------------------- | -------- | ----------------- |
| Universidad de Medellín         | Carrera 87B con Calle 30A        | Línea 2  | En servicio       |
| Los Alpes                       | Carrera 84 con Calle 30A         | Línea 2  | En servicio       |
| La Palma                        | Carrera 81 con Calle 30A         | Línea 2  | En servicio       |
| Parque de Belén                 | Carrera 76 con Calle 30A         | Línea 2  | En servicio       |
| Rosales                         | Carrera 73 con Calle 30A         | Línea 2  | En servicio       |
| Fátima                          | Carrera 70 con Calle 30A         | Línea 2  | En servicio       |
| Nutibara                        | Carrera 65 con Avenida 33        | Línea 2  | En servicio       |
| Industriales                    | avenida Ferrocarril con Calle 30 | Línea A  | En servicio       |
| Plaza Mayor                     | avenida Ferrocarril con Calle 33 | Línea 2  | En servicio       |
| Cisneros                        | avenida Ferrocarril con Calle 44 | Línea B  | En servicio       |
| Minorista                       | avenida Ferrocarril con Calle 55 | Línea 2  | En servicio       |
| Chagualo                        | Calle 67 con Carrera 52          | Línea 2  | En servicio       |
| Ruta N Universidad de Antioquia | Calle 67 con Carrera 53          | Línea 2  | En servicio       |
| Hospital                        | Calle 67 con Carrera 51D         | Línea A  | En servicio       |
| San Pedro                       | Carrera 51D con Calle 69         | Línea 2  | Fuera de servicio |
| Palos Verdes                    | Carrera 45 con Calle 73          | Línea 2  | En servicio       |
| Gardel                          | Carrera 45 con Calle 77          | Línea 2  | En servicio       |
| Manrique                        | Carrera 45 con Calle 80          | Línea 2  | En servicio       |
| Las Esmeraldas                  | Carrera 45 con Calle 85          | Línea 2  | En servicio       |
| Berlín                          | Carrera 45 con Calle 93          | Línea 2  | En servicio       |
| Parque de Aranjuez              | Calle 93 con Carrera 50B         | Línea 2  | En servicio       |